# Graham Gipson
Graham Gipson   (Guildford, 21 de maig de 1932 - Perth, 17 de maig de 2023) fou un atleta australià, especialista en curses de velocitat, que va competir durant la dècada de 1950.
El 1956 va prendre part en els Jocs Olímpics de Melbourne, on disputà tres proves del programa d'atletisme. Formant equip amb Kevan Gosper, Leon Gregory i David Lean, guanyà la medalla de plata en els 4x400 metres, mentre en els 200 i 400 metres quedà eliminat en sèries.
En el seu palmarès també destaca un campionat nacional en les 440 iardes el 1953. Millorà en dues ocasions el rècord nacional dels 4x400 metres.

## Millors marques
- 200 metres llisos. 21.3" (1956)
- 400 metres llisos. 47.45" (1956)[1][4]